# Ozarba cinda
Ozarba cinda là một loài bướm đêm trong họ Noctuidae.